# Karłowice (gmina)
Karłowice – dawna gmina wiejska istniejąca w latach 1945–1954 i 1973–75 w woj. wrocławskim i woj. opolskim (dzisiejsze woj. opolskie). Siedzibą władz gminy były Karłowice.
Gmina Karłowice powstała po II wojnie światowej na terenie tzw. Ziem Odzyskanych (tzw. II okręg administracyjny – Dolny Śląsk). 28 czerwca 1946 gmina – jako jednostka administracyjna powiatu brzeskiego – weszła w skład nowo utworzonego woj. wrocławskiego. 6 lipca 1950 gmina wraz z całym powiatem brzeskim weszła w skład nowo utworzonego woj. opolskiego.
Według stanu z 1 lipca 1952 gmina składała się z 7 gromad: Karłowice, Karłowiczki, Kurznie, Kuźnica Katowska, Rybna, Stare Kolnie i Stobrawa. Gmina została zniesiona 29 września 1954 wraz z reformą wprowadzającą gromady w miejsce gmin.
Jednostkę reaktywowano 1 stycznia 1973 w tymże powiecie i województwie; w skład gminy weszły obszary 13 sołectw: Barucice, Karłowice, Kurznie, Kuźnica Katowska, Mąkoszyce, Nowy Świat, Raciszów, Rogalice, Roszkowice, Rybna, Stare Kolnie, Stobrawa i Tarnowiec. 
1 czerwca 1975 gmina weszła w skład nowo utworzonego (mniejszego) woj. opolskiego. 30 października 1975 gmina została zniesiona, a jej obszar przyłączony do gminy Popielów (obszary sołectw Karłowice, Kurznie, Kuźnica Katowska, Stare Kolnie, Stobrawa i Rybna) oraz do nowo utworzonej gminy Lubsza (obszary sołectw Barucice, Rogalice, Raciszów, Mąkoszyce, Nowy Świat, Tarnowice i Roszkowice).